# Drum național 66A
Der Drum național 66A (rumänisch für „Nationalstraße 66A“, kurz DN66A) ist eine Hauptstraße in Rumänien. 

## Verlauf
Die Straße zweigt am südlichen Rand der Bergbaustadt Petroșani (Petroschen) vom Drum național 66 (Europastraße 79) nach Westen ab und führt im Tal des Jiu de Vest (Westlicher Schil) über Vulcan (Wolkersdorf), Lupeni (Schylwolfsbach) und Uricani zum Câmpu lui Neag, wo die asphaltierte Straße endet, sowie weiter zwischen dem nördlich gelegenen Retezat-Gebirge und dem Vâlcan-Gebirge im Süden durch den Nationalpark Domogled-Valea Cernei, folgt dem Tal der Cerna flussabwärts und endet bei Tațu an der Einmündung in den Drum național 67D.
Die Länge der Straße beträgt rund 105 Kilometer, von denen nur die östlichen 28 Kilometer asphaltiert sind.